# Čedžu
Čedžu (korejsko 제주도 Jeju-do}}; IPA: [tɕedʑudo]), uradno Posebna samoupravna provinca Čedžu (Jeju: korejsko 제주특별자치도) je najjužnejša provinca Južne Koreje, ki jo sestavlja osem naseljenih in 55 nenaseljenih otokov, vključno z Marado, Udo, arhipelagom Čudža in največjim otokom v državi, otokom Čedžu. Provinca je v Korejskem prelivu, na severozahodu meji na Korejski polotok, na vzhodu na Japonsko in na zahodu na Kitajsko. Provinca ima dve mesti: glavno mesto Čedžu na severni polovici otoka in Seogvipo na južni polovici otoka. Na otoku je ščitasti vulkan Hallasan, najvišja točka v Južni Koreji. Uradna jezika province sta jeju in korejščina, velika večina prebivalcev pa je dvojezičnih.
Otok Čedžu so ljudje prvič naselili pred 8000 do 10.000 leti, kraljestvo Tamna pa je najstarejša znana civilizacija na otoku. Od 5. stoletja našega štetja je kraljestvo postalo veznik različnih korejskih kraljestev in ga je za kratek čas napadlo Mongolsko cesarstvo, preden ga je leta 1105 priključilo cesarstvu Gorjo in kasneje leta 1392 cesarstvu Čoson. Čoson so otoku vladali brutalno in prišlo je do številnih uporov. Otok Čedžu je skupaj s preostalo celinsko Korejo leta 1910 priključilo Japonsko cesarstvo. Po predaji Japonske v drugi svetovni vojni leta 1945 so otoki postali del province Južna Džola v vojaški vladi Združenih držav Amerike v Koreji, preden so 1. avgusta 1946 postali ločena provinca. 1. julija 2006 so bili otoki imenovani za posebno samoupravno provinco; zdaj je ena od treh posebnih samoupravnih provinc, druge so še država Gangvon in država Džonbuk.

## Zgodovina

### Zgodnja zgodovina
Najstarejša znana politična oblast na otoku je bilo kraljestvo Tamna.
Po legendi so se iz Samsonga, ki naj bi bil na severnih pobočjih Hallasana, pojavili trije polbogovi in postali predniki ljudstva Čedžu, ki je ustanovilo kraljestvo Tamna.
Trdi se tudi, da so trije bratje, vključno s Ko-hujem, ki so bili 15. potomci Kule, enega od prednikov ljudstva Čedžu, prejeli na dvoru Sila, takrat pa je bilo ime Tamna uradno priznano, dvor pa jim je podelil uradne vladne položaje poveljnika, princa in guvernerja. Vendar ni konkretnih dokazov o tem, kdaj so se pojavila Tri imena (Samsong-Ko, Jang in Pu), niti o natančnem datumu, kdaj sta Ko-huja in njegova brata sprejeli dinastija Sila. Domneva se, da se je obdobje ustanovitve Treh imen zgodilo v obdobju Treh kraljestev (Gogurjo, Pekče in Sila) na celinski Koreji.
Tejo, ustanovitelj Gorja, je poskušal vzpostaviti enak odnos med Gorjom in Tamno, kot ga je imelo Tamna s Silo. Tamna tega stališča niso hoteli sprejeti in dvor Gorja je poslal vojake, da bi Tamno prisilil k podreditvi. Ko ja-gjon, poglavar Tamne, se je leta 938 podredil Gorju in na dvor Gorja poslal svojega sina, princa Mala, kot dejanskega talca. Leta 1105 (v desetem letu vladavine kralja Sukdžonga) je dvor v Gorju odpravil ime Takna, ki se je uporabljalo do takrat, in od tistega leta naprej je bil otok znan kot Tamna-gun (okrožje), uradniki Gorja pa so bili poslani, da bi obravnavali zadeve otoka.
Dežela Tamna se je leta 1153, med vladavino kralja Uidžonga, spremenila v okrožje Tamna, Čoi Čok-kjong pa je bil imenovan za Tamna-Mjong ali poglavarja Tamne. Med vladavino Gojonga iz Gorja se je Tamna preimenovalo v Jeju (Čedžu), kar pomeni »provinca čez morje«.:93
Leta 1271 je general Kim T'ong-džŏng pobegnil z ostanki svoje vojske Sambjolčo iz Džinda in v Kviil-čonu zgradil trdnjavo Hangpadu, od koder so nadaljevali boj proti združeni korejsko-mongolski vojski, a so bili v dveh letih, ko so se soočili s sovražno vojsko z več kot 10.000 vojaki, Sambjolčo uničeni.
Po mongolskih invazijah na Korejo je Mongolsko cesarstvo s svojim zaveznikom, vojsko Gorjo (prefekture Tamna), ustanovilo oporišče na otoku čedžu in del otoka spremenilo v pašno območje za tam nameščeno korejsko in mongolsko konjenico. Potem ko so oblasti Juana zatrle upor Sambjolčo, so bile ustanovljene prefekture Tamna, ki so se uporabljale za pašo konj do leta 1356.
V začetku 15. stoletja je bil otok Čedžu podvržen zelo centralizirani vladavini dinastije Čoson. Prepoved potovanja je veljala skoraj 200 let in številni upori prebivalcev otoka so bili zadušeni. V obdobju Čoson (1392–1910) so bili prebivalci otoka obravnavani kot tujci, Čedžu pa je veljal za kraj za vzrejo konj in izgnanstvo političnih zapornikov. V 17. stoletju je Indžo iz Čosona izdal odlok, ki je otočanom prepovedal potovanje na korejsko celino. Posledično so prebivalci otoka uprizorili več večjih uporov, vključno z uporom Kang Je Geom (1862), uporom Bang Seong čil (1898) in uporom Lee Jae Su (1901).

### Sodobna zgodovina

#### Japonska okupacija
Leta 1910 je Japonska priključila Korejo, vključno z Čeždujem, s čimer je za otočane začela obdobje stisk in pomanjkanja, mnogi od njih pa so bili prisiljeni potovati na celino ali Japonsko zaradi dela. Prebivalci Čedžuja so bili v času japonske vladavine aktivni v korejskem gibanju za neodvisnost. Na otoku je vrhunec upora prišel v letih 1931–32, ko so henjo ('morske ženske') iz šestih vzhodnih vasi sprožile protest proti Združenju potapljačev pod japonskim nadzorom. Preden so bili brutalno zatrti, so se protesti razširili in sčasoma je sodelovalo 17.000 ljudi, več kot 100 pa je bilo aretiranih v največjem korejskem protestnem gibanju, ki so ga kdaj koli vodile ženske in ribiški delavci.

#### Vstaja na Čedžuju, 1948
3. aprila 1948 so številni komunistični simpatizerji na otoku, v času nenehnega ideološkega boja za nadzor nad Korejo in številnih pritožb otočanov proti lokalnim oblastem, napadli policijske postaje in vladne urade. Brutalno in pogosto neselektivno zatiranje upora je povzročilo smrt tisočev civilistov in upornikov ter zaprlo tisoče drugih v internacijskih taboriščih. Med 13-mesečno vstajo je bilo ubitih skupno od 14.000 do 30.000 ljudi.
Od 3. aprila 1948 do maja 1949 je južnokorejska vlada vodila protikomunistično kampanjo za zatiranje poskusa vstaje na otoku. Glavni vzrok za upor so bile volitve, predvidene za 10. maj 1948, ki jih je zasnovala Začasna komisija Združenih narodov za Korejo (UNTCOK) za oblikovanje nove vlade za vso Korejo. Volitve so bile načrtovane le za jug države, polovico polotoka pod nadzorom UNTCOK. V strahu, da bi volitve še okrepile razdor, so se gverilski borci Delavske stranke Južne Koreje (WPSK) odzvali nasilno in napadli lokalno policijo in desničarske mladinske skupine, nameščene na otoku Čedžu.
Čeprav obstajajo trditve, da je ameriška vlada administrativno, če ne celo odkrito na terenu, nadzorovala in podpirala protikomunistične dejavnosti, to ostaja nedokazano. Mladinska liga Severozahoda, nadzorna skupina, ki jo sponzorira korejska vlada in jo sestavljajo begunci, ki so pobegnili iz Severne Koreje, je aktivno zatirala vse komunistične simpatizerje, vključno s politiko streljanja na vsakogar, ki je vstopil ali zapustil predsednikovo razglašeno sovražno območje. To je privedlo do smrti več sto otočanov. Mnogi otočani so bili tudi posiljeni in mučeni. Izolacija otoka in prikrivanje s strani korejske vlade sta privedla do tega, da so celinski Korejci dolga leta javno nevedno poznali vstajo na Čedžuju. Dokumentarni film Koreja: Neznana vojna, ki ga je leta 1988 posnela televizija Thames TV, in številne dejavnosti in publikacije, vključno s filmom Sun-i Samch'on avtorja Hjun Ki Junga, ki so jih organizirale organizacije in osebe z otoka in po vsem svetu, še naprej poskušajo osvetliti ta dogodek. Vstaja je postala simbol neodvisnosti otoka Čedžu od Korejskega polotoka.
Pokrajinska upravna stavba je bila septembra 1948 požgana do tal, nova stavba je bila decembra 1952 dokončana v okrožju 1-do, 2-dong.
Leta 2008 so v množičnem grobišču blizu mednarodnega letališča Čedžu odkrili trupla žrtev pokola.
27. junija 2007 je bil vulkanski otok Čedžu in lavni tuneli na 31. zasedanju Odbora za svetovno dediščino soglasno uvrščen na seznam svetovne dediščine UNESCO.
11. novembra 2018 je bilo objavljeno, da se pripravljajo na obisk severnokorejskega voditelja Kim Džong Una na otok Čedžu med njegovim prihajajočim obiskom Južne Koreje. Objava je prišla po tem, ko je bilo v Severno Korejo v znak zahvale za skoraj 2 toni severnokorejskih gob, ki jih je Kim podaril Južni Koreji po medkorejskem vrhu septembra 2018, v letalo prepeljanih 200 ton mandarin, obranih na Čedžuju.
Novembra 2020 so južnokorejski arheologi objavili odkritje 900 let starega izgubljenega priveza ob obali Sinčanlija. Raziskovalci so odkrili tudi svetle predmete, kovance in keramiko, ki pripadajo dinastiji Severni Song.

## Geografija
Sam otok ima površino 1845,55 km2 in na njem živi okoli 560.000 prebivalcev (ocena iz leta 2004). 
Sam otok je vulkanskega izvora in na njem je tudi Hallasan, 1950 metrov visoki ognjenik, ki je hkrati tudi najvišja gora Južne Koreje. Večino otoškega materiala tako predstavlja bazalt in strjena lava. 
Do leta 1946 je bil otok del province Džolanam, nakar pa je postal samostojna provinca. Glavno mesto province je Čedžu.

## Uprava
Do leta 2005 je bila provinca Čedžu razdeljena na dve mesti (si), Čedžu in Seogvipo, ter dve okrožji (gun), Bukdžeju (Severni Čedžu) in Namdžeju (Južni Čedžu). Mesti sta bili nadalje razdeljeni na enaintrideset sosesk (dong). Okrožji sta bili razdeljeni na sedem mest (eup) in pet okrožij (mjon). Sedem mest in pet okrožij je bilo nato razdeljenih na 551 vasi (ri).
Leta 2005 so prebivalci Čedžuja na referendumu odobrili predlog o združitvi okrožja Bukjeju z mestom Črdžu in okrožja Namdžeju s Seogvipom. Z učinkom od 1. julija 2006 je bila provinca preimenovana tudi v posebno samoupravno provinco Čedžu z dvema manjšima pododdelkoma, mestom Čedžu in Seogvipom. Poleg spremembe imena je provinca dobila obsežna upravna pooblastila, ki so bila prej rezervirana za centralno vlado. To je del načrtov za preoblikovanje v »svobodno mednarodno mesto«.

### Mesta
| Map                       | #        | Name     | Hangul   | Handža  | Prebivalstvo (2013)               | Pododdelki |
| ------------------------- | -------- | -------- | -------- | ------- | --------------------------------- | ---------- |
|                           |          |          |          |         |                                   |            |
| — Administrativni mesti — |          |          |          |         |                                   |            |
| 1                         | Čedžu    | 제주시   | 濟州市   | 445.457 | 4 eup, 3 mjon, 19 haengdžong-dong |            |
| 2                         | Seogvipo | 서귀포시 | 西歸浦市 | 159,213 | 3 eup, 2 mjon, 12 haengdžong-dong |            |

## Družba in kultura

### Dol harubang
Dol harubang (dobesedno »kamniti dedek«) so kipi, ki so bili postavljeni pred vrata kot simbolne projekcije moči in varuhi pred zlimi duhovi. Postali so tudi simboli in obredni predmeti za plodnost; obstajajo rituali, pri katerih se dotikajo ali uživajo nosove kipov za izboljšanje plodnosti. Od takrat so postali široko sprejeti kot simboli otoka Čedžu. Ni jasno, kdaj so jih začeli izdelovati; obstajajo potrdila o podobnih kipih izpred približno 500 let, v zgodnjem obdobju Čoson. Ohranjenih je 47 predmodernih dol hareubangov. Izdelane so bile sodobne različice kipov, nekatere pa se prodajajo kot turistično blago.

### Doldam
Doldam se nanaša na tradicionalno uporabo zloženih vulkanskih kamnov, pogosto brez veziva med njimi, na otoku Čedžu. Ustvarjajo se različne strukture, in sicer zidovi okoli polj (imenovani batdam). Šteje se za spretnost, da lahko ustvariš prožno strukturo doldam, pri čemer uporabljaš le gravitacijo in oglate oblike kamnin, ki se lahko uprejo močnim vetrovomna otoku. Takšne strukture je mogoče najti po vsem Čedžuju in se uporabljajo za najrazličnejše namene.

### Bangsatap
Bangsatap so ritualne strukture doldam, namenjene preganjanju zlih duhov in nesreče. Običajno so visoki približno 2 do 3 m in na vrhu imajo običajno postavljen predmet (lahko leseno ali kamnito skulpturo ptice ali osebe). navadno so postavljeni v skupnostih, na območju, ki ga določa feng šuj ali tam, kjer naj bi bila nesreča verjetna. V članku iz leta 2022 je bilo trditi, da je na otoku ostalo 49 predmodernih bangsatapov, čeprav so pred sredino 20. stoletja veljali za razširjene.

### Jeongnang
Jeongnang so tradicionalna vhodna vrata v zasebne hiše na otoku. Vrata so običajno sestavljena iz treh vzporednih lesenih drogov, nameščenih v luknje v lesenih ali kamnitih stebrih. Imajo več namenov, eden od njih je hitro sporočanje sosedom, kje je lastnik hiše. Če so vsi trije drogovi na eni strani spuščeni, je lastnik hiše doma. Dvignjeni drogovi izražajo stopnjo oddaljenosti lastnika od doma; trije dvignjeni drogovi pomenijo, da bo lastnik dlje časa odsoten. Jeongnangi postajajo vse manj pogosti, še posebej, ker se je več prebivalcev Čedžuja preselilo v stanovanja. Kljub temu se praksa še vedno ohranja na podeželju.

### Matriarhalna družinska struktura in haenjo
Drug poseben vidik otoka Čedžu je matriarhalna družinska struktura, ki jo najdemo zlasti v Udu in Mari, prisotna pa je tudi v preostalem delu province. Najbolj znan primer tega najdemo med haenjo ('morske ženske'), ki so bile pogosto glave družin, ker so nadzorovale dohodek. Preživljale so se s potapljanjem na dah, pogosto vse leto v precej hladni vodi brez potapljaške opreme, da bi nabirale morska ušesa, školjke in nešteto drugih morskih proizvodov. Menijo, da so ženske boljše pri celodnevnem potapljanju na dah, ker se bolje upirajo mrazu. V zgodnjih 1960-ih je bilo 21 % žensk na otoku potapljalk na dah, kar je zagotavljalo 60 % prihodkov otoka od ribištva. Vendar pa je bilo zaradi hitrega gospodarskega razvoja in modernizacije leta 2014 le približno 4500 pripadnic etnične skupine haenjo, večina starejših od 60 let, še vedno aktivno zaposlenih.

## Demografija
Provinca Čedžu je najmanj poseljena provinca v Južni Koreji; konec septembra 2020 je bilo skupno število registriranih prebivalcev 672.948, od tega 4000 prebivalcev province prebiva na oddaljenih otokih, kot sta otoka Čuja in Udo. Skupna površina province je 1849 km2.

### Religija
Po popisu prebivalstva iz leta 2005 je 32,7 % prebivalcev Čedžuja budistov in 17,5 % kristjanov (10,3 % protestantov in 7,2 % katolikov). 49,8 % prebivalstva večinoma ni vernih ali pa sledi korejskemu šamanizmu.

## Turizem
Turizem predstavlja velik del gospodarstva otoka Jeju. Leta 2018 so poročali, da je storitvena dejavnost na otoku Čedžu predstavljala približno 73,7 % BDP otoka. Zaradi zmernega podnebja, naravne pokrajine in plaž je Čedžu priljubljena turistična destinacija za Južnokorejce in obiskovalce iz drugih delov vzhodne Azije. Otok včasih imenujejo južnokorejski Havaji.
Najbolj priljubljene turistične točke na otoku so slapovi Čondžejon in Čondžijon, Hallasan, jama Hjeobje in otok Hjongje. Turisti se lahko na otoku ukvarjajo z različnimi športi, kot so golf, jahanje, lov, ribolov, gorništvo itd.
Vreden ogleda je tempelj Jakčonsa (korejsko 약천사; hanja 藥泉寺; dobesedno 'medicinski pomladni tempelj') je budistični tempelj reda Džogje v Seogvipu, provinca Čedžu.
Songsan Ilčulbong, imenovan tudi »Vrh sončnega vzhoda«, je arhetipski tufni stožec, ki so ga pred približno 5000 leti ustvarili hidrovulkanski izbruhi na plitvem morskem dnu. Na vzhodni obali otoka Čedžu, ki naj bi spominjal na velikanski starodavni grad, je ta tufni stožec visok 182 metrov, ima ohranjen krater v obliki sklede in prikazuje raznolike notranje strukture, ki so nastale zaradi morske pečine. Te značilnosti veljajo za geološko pomembne, saj zagotavljajo informacije o eruptivnih in depozicijskih procesih hidromagnetnih vulkanov po vsem svetu, pa tudi o pretekli vulkanski aktivnosti samega Songsan Ilčulbonga.